# Zöllnerwohnhaus
Das Zöllnerwohnhaus befindet sich in Bremen, Stadtteil Woltmershausen, Ortsteil Woltmershausen, Warturmer Heerstraße 121.
Das Gebäude entstand um 1820.
Es stand seit 1994 unter Bremer Denkmalschutz.

## Geschichte
Das eingeschossige, einfache, verputzte Haus mit einem Walmdach und einem seitlichen Zwerchgiebel wurde um 1820 in der Epoche des Klassizismus für die Zolleinnehmer gebaut.
Der Warturm als Befestigungsturm an der Ochtum stand von 1309 bis 1813. Hier war von 1344 bis 1803 die Grenze zwischen Bremen und der Grafschaft Oldenburg mit einem Zollhaus von 1577, (heute Gasthaus Storchennest), wo der Wegezoll erhoben wurde. Deshalb wurde in der Nähe für die Zöllner das Wohnhaus errichtet. Als das Königreich Hannover 1854 dem Deutschen Zollverein beitrat, war das Stadtgebiet von Bremen bis 1888 Zollausland; hier war gemäß einem Vertrag der beiden Länder nur bis 1857 die Zollgrenze.
Zwischenzeitlich wurde das Haus durch einen Verein genutzt. Es verfiel, wurde aus der Denkmalliste gestrichen und 2021 abgebrochen.